# Their First Misunderstanding
Pour plus de détails, voir Fiche technique et Distribution.
Their First Misunderstanding est un film muet américain réalisé par Thomas H. Ince et George Loane Tucker, sorti en 1911. 
La seule copie du film connue a été trouvée dans une ancienne grange du New Hampshire en 2006. Après une restauration financée par la Bibliothèque du Congrès, le film est projeté en octobre 2013. 

## Synopsis
Mary Pickford et Owen Moore, mariés à la ville, interprètent un jeune couple lors de leur première dispute.

## Fiche technique
- Titre : Their First Misunderstanding
- Réalisation : Thomas H. Ince et George Loane Tucker
- Scénario : George Loane Tucker
- Photofraphie : Tony Gaudio
- Producteur Carl Laemmle
- Société de production : Independent Moving Pictures Co. of America (IMP)
- Société de distribution : Motion Picture Distributors and Sales Company
- Pays d'origine :  États-Unis
- Langue : Anglais
- Métrage : 304 métres
- Format : Noir et blanc — 35 mm — 1,37:1 — Muet
- Genre : Film dramatique
- Durée : 10 minutes
- Dates de sortie : 
  -  États-Unis : 9 janvier 1911

## Distribution
- Mary Pickford : Mae Darcey
- Owen Moore : Tom Owen
- Thomas H. Ince
- J. Farrell MacDonald
- Hayward Mack
- Ben Turpin
- Carrie Turpin